# Thermometermacher
Thermometermacher/Thermometermacherin ist in Deutschland ein Ausbildungsberuf. Thermometermacher verarbeiten die in Glashütten hergestellten Glassorten zu verschiedenen Thermometern, die sowohl für den Hausgebrauch als auch für Forschungs- oder medizinische Zwecke genutzt werden können.
Es handelt sich dabei um einen anerkannten Ausbildungsberuf, er ist aber keinem Berufsfeld zugeordnet.
Er wird in den Fachrichtungen Thermometerjustieren und Thermometerblasen angeboten.